# ベルヴェデーレ宮殿
座標: 北緯48度11分30秒 東経16度22分51秒 / 北緯48.19167度 東経16.38083度

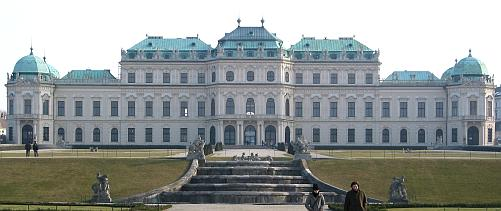
ベルヴェデーレ宮殿

ベルヴェデーレ宮殿（ベルヴェデーレきゅうでん、独：Schloss Belvedere）とは、オーストリアのウィーンにあるバロック建築の宮殿。Belvedereは美しい眺めの意味。

## 概要

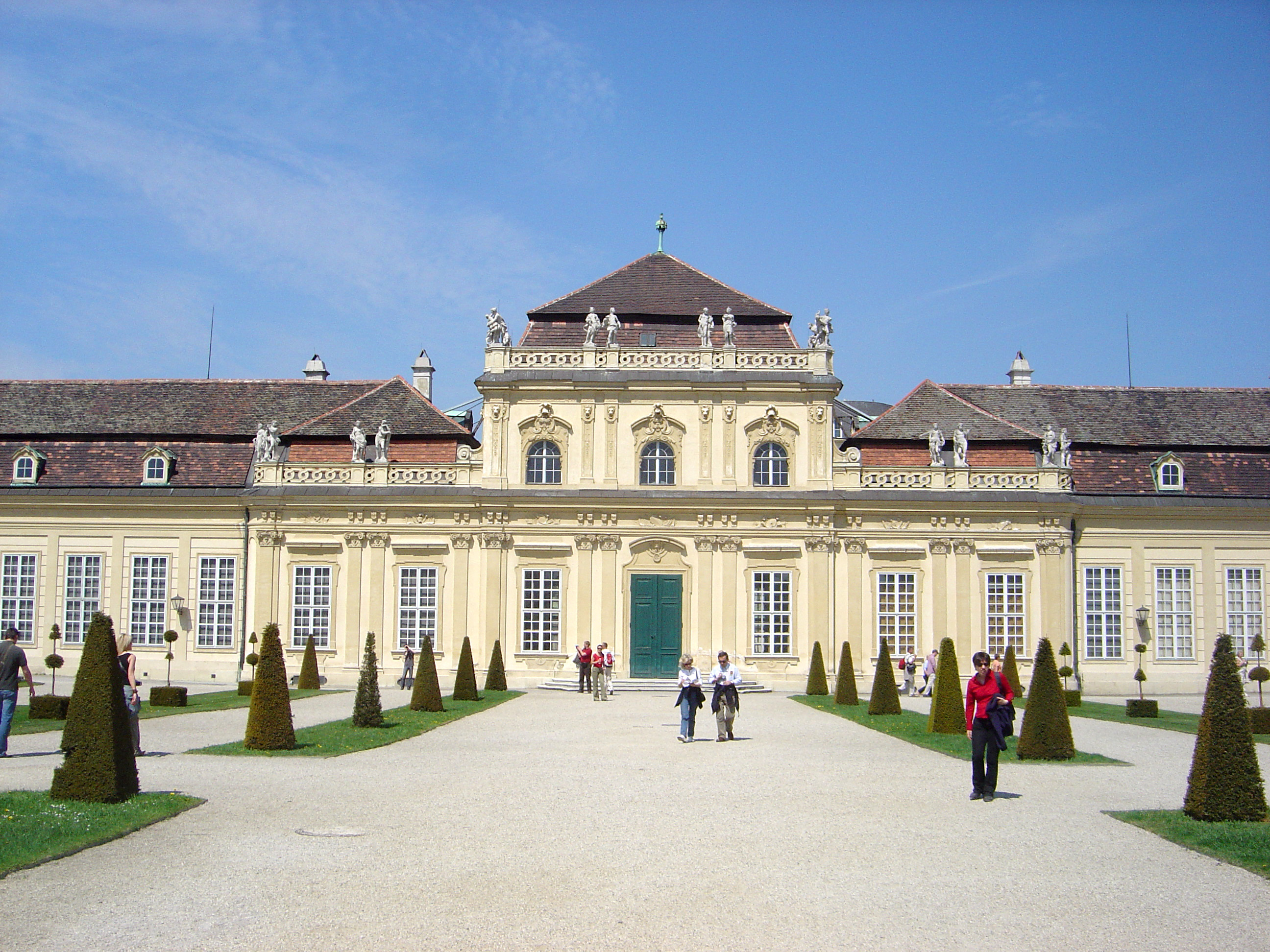
ベルヴェデーレ宮殿下宮

もともとハプスブルク家に仕えたプリンツ・オイゲンが、当時の代表的な建築家であるヨーハン・ルーカス・フォン・ヒルデブラント（Johann Lukas von Hildebrandt）に、夏の離宮として造らせたものである。1714から1716年にかけて下宮（Unteres Belvedere）、1720から1723年にかけて迎賓館である上宮（Oberes Belvedere）が建設された。
プリンツ・オイゲンの死後1752年に、ハプスブルク家のマリア・テレジアに売却された。ナポレオン失脚後のウィーン会議の際には華やかな饗宴の場となった。第2次世界大戦後の1955年には、連合国との間でオーストリア国家条約が調印された。現在は美術館になっている。
広大な敷地の南側にある上宮は「オーストリア・ギャラリー」で、19世紀以降のオーストリア絵画を展示し、特に世紀末美術のコレクションが充実している。美術史美術館に次ぎ、オーストリアで2番目に大きな美術館である。上宮からウィーン市街を眺望できる。庭園をはさんで北側の下宮は「中世とバロック美術館」である。
オーストリアの20セントユーロ硬貨の裏面には、門越しに見た宮殿が彫られている。
また、上部宮殿の東側の脇にある平屋建ての建物は、元々は宮殿職員用の住居であったが、作曲家ブルックナーが晩年を過ごした邸宅として知られる。壁に記念碑があるが、内部は公開されていない。
上部宮殿側の入り口脇にはウィーン大学植物園がある。